# George Auriol
George Auriol, nascido Jean-Georges Huyot em 26 de Abril de 1863, em Beauvais (Oise), e morto em Fevereiro de 1938, em Paris), foi um poeta, compositor, designer gráfico, de tipos e artista Art Nouveau francês. Trabalhou em diversas mídias e criou ilustrações para capas de revistas, livros e partituras, além de monogramas e outras marcas.
A afinidade de Auriol com a estética japonesa e a influência desta em grande parte de seu trabalho levaram o crítico de arte contemporânea e escritor Arsène Alexandre a se referir ao artista como “Un Japonais de Paris”. Ele encerrou sua carreira como professor de desenho na École Estienne, onde trabalhou a partir de 1924, e morreu aos setenta e cinco anos.

## Ligações eternas
- George Auriol - Type Design Information Page